# 민댕기물떼새
민댕기물떼새는 도요목 물떼새과에 속하는 새이다.

## 생김새
머리에서 목까치 청회색이며 가슴에 검은색 무늬가 있다. 몸윗면은 회갈색이고 배가 흰색이다. 부리는 노란색이고 끝이 검은색이다. 홍채는 붉은색이다. 꼬리는 흰색이고 끝에 넓은 검은색 띠가 있다. 겨울깃은 머리에서 목의 색이 엷게 변하고 가슴의 검은색이 작다. 어린새는 홍채 색이 어둡고 몸윗면에 흐린 갈색으로 비늘무늬가 있다. 

## 생태
러시아 극동, 중국 동북부, 일본에서 번식하고 네팔, 중국 남부, 일본 남부, 인도차이나반도 북부 등에서 월동한다. 한국에서는 적은 수가 통과하는 나그네새이다.

논, 하천, 습지의 풀밭 등에서 서식하고 곤충류, 지렁이 등을 먹는다.